# Palpomyia manilensis
Palpomyia manilensis är en tvåvingeart som beskrevs av Edwards 1929. Palpomyia manilensis ingår i släktet Palpomyia och familjen svidknott.
Artens utbredningsområde är Filippinerna. Inga underarter finns listade i Catalogue of Life.